# Sacrificial Lambz
Sacrificial Lambz è l'undicesimo album in studio del rapper statunitense Esham, pubblicato nel 2008.

## Tracce
1. Zeitgeist – 3:33
2. Garbitch – 1:51
3. 6 Million – 1:50
4. DSL – 1:12
5. Unholy Knights – 3:34
6. Ukillme – 3:38
7. Sacrificial Lambz – 4:05
8. No Place on Earth – 2:15
9. All Pro – 1:10
10. Waterhose – 2:42
11. Livin Legend – 2:35
12. Cant Let Go – 3:41
13. Stay on Yo Toes (feat. Mastamind) – 2:16
14. Nowimtalkinbout – 3:29
15. Get Me Down – 1:51
16. Fuck U – 2:09
17. Dead Rappers – 3:33
18. Levies Broke – 2:38
19. Root of Evil – 4:42
20. Ant No Telling – 1:53
21. Don't Give Up – 2:45
22. Ringtone – 3:39
23. Fallen Down (feat. Mike P) – 3:09
24. Mirror Mirror – 2:04
25. Better Than the Best (feat. Johnny P.) – 2:41
26. Angels and Demons – 3:00
27. Substance Abuse – 3:47